# World War Three
World War Three is een Amerikaanse heavy metalband.

## Geschiedenis
De band is in 1986 opgericht door de Duitse zanger Mandy Lion in Los Angeles. Stichtend lid en gitarist van de band was gitarist Joe Floyd van de Amerikaanse heavy metalband Warrior, die de band verliet voor de opnamen van het eerste album en werd vervangen door de in Mexico geboren Californiër Tracy Grijalva. Het debuutalbum verscheen in 1990 onder de titel WWIII. Bassist Jimmy Bain (ex-Dio, ex-Rainbow) en de bekende hardrockdrummer Vinny Appice (ex-Black Sabbath, ex-Dio, ex-Derringer) deden ook mee. In 2002, na een onderbreking van bijna twaalf jaar, werd het tweede album When God Turned Away uitgebracht, opnieuw met de oorspronkelijke gitarist Joe Floyd.

## Bezetting
Oprichters
- Mandy Lion (zang)
- Joe Floyd (e-gitaar, tot maximaal 1990 en rond 2002)

Huidige bezetting
- Mandy Lion (zang)
- Jimmy Bain (e-basgitaar, sinds rond 1990)
- Vinny Appice (drums, sinds rond 1990)
- Moni Scaria (e-gitaar, sinds na 2002)

Voormalige leden
- Tracy Grijalva (e-gitaar, rond 1990–midden jaren 1990)
- Dave Ducey (drums)
- Sledge (drums)
- Rob Farr (e-basgitaar)
- Geezer Montez (e-basgitaar)

## Discografie
- 1990: WWIII (Hollywood Records)
- 2000: The Unreleased Demo (The Spooky G Records)
- 2002: When God Turned Away (Reality Entertainment)